# Fraizer Campbell
Fraizer Lee Campbell (sinh ngày 13 tháng 9 năm 1987) là một cầu thủ bóng đá người Anh hiện đang chơi cho câu lạc bộ Crystal Palace ở vị trí tiền đạo. Trước đây anh đã từng chơi cho Manchester United, Royal Antwerp, Hull City, Tottenham và Sunderland.
Anh trưởng thành từ lò đào tạo trẻ của Manchester United và xuất hiện trong đội hình 1 lần đầu tiên vào năm 2006. Trong 4 lần ở đội hình 1 Manchester United, anh không ghi được một bàn thắng nào. Anh được cho mượn tại câu lạc bộ của Bỉ, Royal Antwerp, nơi anh ghi 24 bàn trong 38 trận. Anh cũng được đem cho mượn tại Hull City và Tottenham, nơi anh ghi 15 bàn trong 37 trận và 3 bàn thắng trong 22 trận tương ứng. Đầu mùa hè 2009-10, câu lạc bộ Sunderland đã mua anh với mức phí chuyển nhượng 3,5 triệu Bảng. Trong thời gian thi đấu cho Sunderland, anh thi đấu đều đặn trong mùa giải 2009-10 nhưng bị ảnh hưởng bởi chấn thương dây chằng và phải nghỉ thi đấu trong phần lớn mùa giải 2010-11. Đầu năm 2013 anh được bán cho câu lạc bộ Cardiff City và ký hợp đồng có thời hạn 3,5 năm.

## Tuổi thơ
Anh sinh ra tại Huddersfield, West Yorkshire. Campbell lớn lên tại Manchester trong một gia đình nghiên cứu và dạy ở trường Đại học ngữ pháp Huddersfield. Thuở bé, anh là học viên xuất sắc của trường đào tạo cầu thủ bóng đá Huddersfield Town, nhưng đã gia nhập lò đào trẻ của Manchester United khi mới 10 tuổi. Anh cũng là một cầu thủ của Stile Common. Em trai của anh, Ashford là một thí sinh trên The X Factor năm 2011 như một phần của nhóm nhạc The Best cho đến khi họ được bình chọn trong tuần 5

## Sự nghiệp

### Manchester United

#### Sự nghiệp trẻ

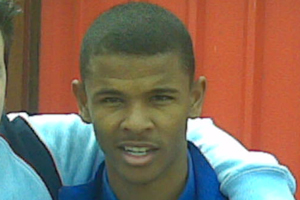
Campbell tại Đội trẻ và Học viện Manchester United F.C. vào năm 2007

Sau khi gia nhập lò đào tạo trẻ của Manchester United từ năm 10 tuổi, Campbell ký hợp đồng với Học viện bóng đá Manchester United ngày 1 tháng 7 năm 2004. Anh đã ghi được 14 bàn thắng trong 22 trận cho đội U-18 trong mùa giải 2004-200505. Màn trình diễn của anh trong đội trẻ cũng khiến anh 5 lần ngồi ghế dự bị, những người mà anh đã ghi một bàn. Anh đã ký hợp đồng chuyên nghiệp đầu tiên của mình với Manchester United vào ngày 22 tháng 3 năm 2006, anh được đặt tên như là một sự thay thế cho Roy Keane tại sân Old Trafford vào ngày 9 tháng 5 năm 2006, trong đó anh được thay ra ở phút thứ 75 cho Kieran Richardson. Mùa hè sau đó, anh ghi bàn thắng đầu tiên cho câu lạc bộ sau khi vào sân để thay thế cho Wayne Rooney trong trận giao hữu với Macclesfield Town.

#### Royal Antwerp (cho mượn)
Campbell đã được Manchester United cho một câu lạc bộ ở Bỉ mượn, mang tên Royal Antwerp, một đối tác của Manchester United trong suốt thời gian của mùa giải 2006-2007, nơi mà thành tích ghi bàn của anh ấy đã khiến người hâm mộ đặt cho anh biệt danh "Super Campbell". 21 bàn thắng của anh trong 31 trận đã giúp Antwerp có một suất tham dự vòng play-off Giải hạng hai Bỉ.
Sau khi trở lại Manchester United từ hợp đồng cho mượn, Campbell đã ghi một bàn thắng trong trận đấu giao hữu trước mùa giải với Glentoran vào ngày 8 tháng 8 năm 2007. Anh đã có màn ra mắt trong mùa giải mới của mình cho United vào ngày 19 tháng 8 năm 2007 trong trận derby Manchester, sau khi vào sân trong phút 73 thay cho Michael Carrick.

#### Hull City (Cho mượn)

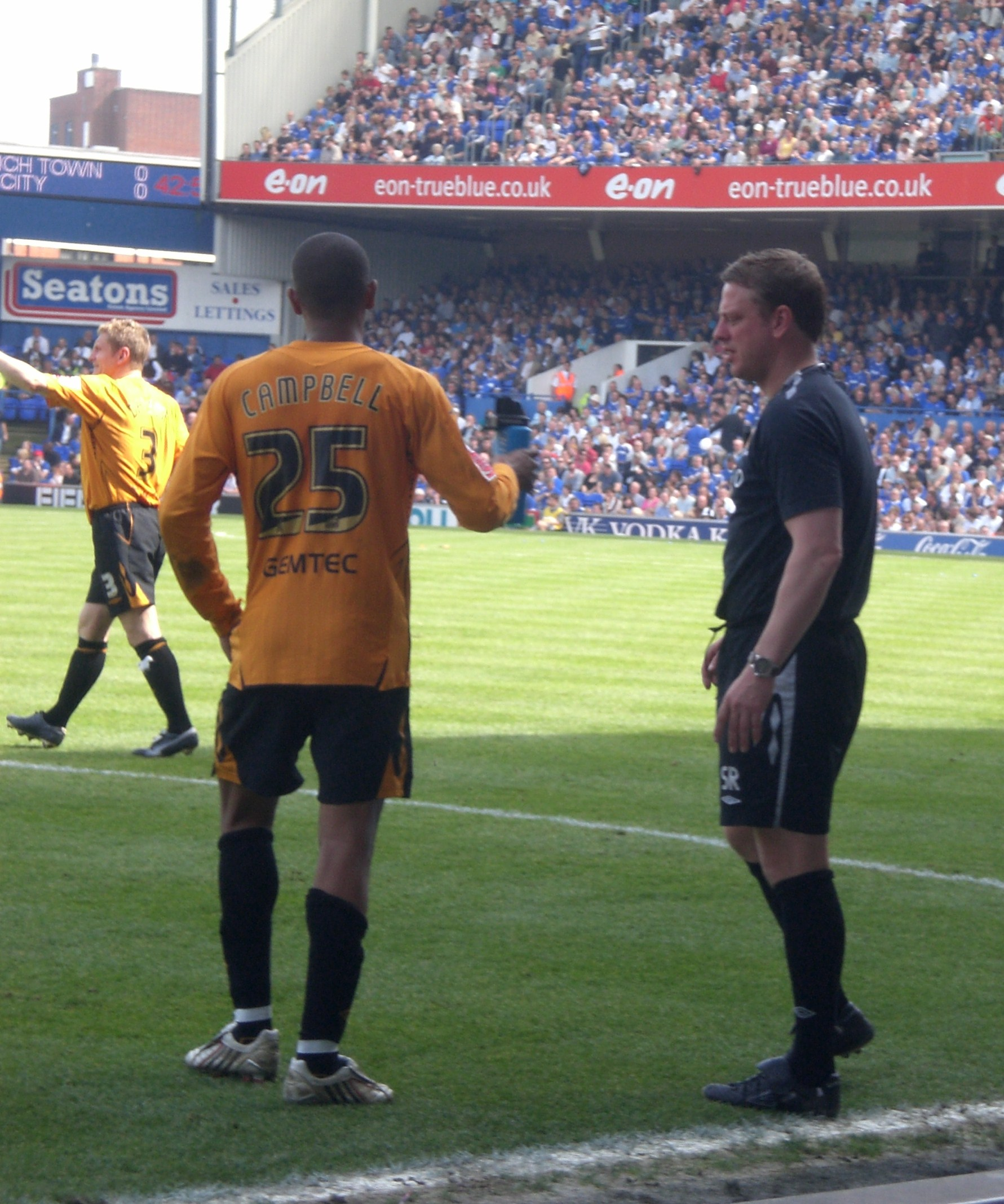
Campbell xếp hàng cho Hull City

Campbell tiếp tục được Manchester United cho mượn trong mùa giải 2007-08, lần này là với Hull City tại giải hạng nhất. Anh gia nhập Hull City trong tháng 10 năm 2007 theo dạng cho mượn cho đến tháng 1 năm 2008 và anh đã ghi hai bàn đầu tiên cho Hull trong chiến thắng 3-0 trước Barnsley. Sau chiến thắng của Hull trước Wolverhampton Wanderers vào ngày Boxing Day năm 2007, trong trận đấu mà anh ghi một bàn thắng và một đường kiến tạo khác, Hull bày tỏ quan tâm của họ trong việc mở rộng hợp đồng cho mượn Campbell cho đến khi mùa giải kết thúc. Việc mở rộng hợp đồng cho mượn được tiến hành vào ngày 28 tháng 12 năm 2007.
Campbell kết thúc mùa giải với tư cách là cầu thủ ghi nhiều bàn nhất cho Hull City, với 15 bàn thắng trong 32 lần ra sân. Vào ngày 24 tháng 5 năm 2008, anh chơi cho đội Hull City, đội đã giành được suất thăng hạng lần đầu tiên trong lịch sử 104 năm của họ. Campbell đã có một đường kiến tạo cho Dean Windass trong chiến thắng 1-0 trước Bristol City tại trận Play-off Championship cuối cùng trên sân vận động Wembley.
Hull City đã bày tỏ một mong muốn mạnh mẽ về việc duy trì việc cho mượn Campbell trong mùa giải 2008-2009, với việc chủ tịch của Hull City, Paul Duffen, mô tả Campbell là "quá tốt cho chức vô địch". Sau thành công của anh dẫn đến việc thăng hạng của đội bóng, Hull hy vọng sẽ được chuyển đến vĩnh viễn hoặc nhận được một khoản cho mượn dài hạn khác, tùy thuộc vào sự sẵn sàng của Manchester United để anh ấy ra đi. Tuy nhiên, Campbell nhiều lần bày tỏ mong muốn quay trở lại Old Trafford và cố gắng tranh đấu cho một vị trí của đội 1 và nói rằng "Bây giờ tôi đang trở lại tại Mỹ, kế hoạch này là để tranh chấp một vị trí chính thức trong đội 1. " Anh nói thêm, "Tôi sẽ tiếp tục làm việc chăm chỉ và cố gắng làm đủ để ở lại đây và đi lên từ đó".

#### Quay lại Manchester United
Vào tháng 7 năm 2008, Campbell đã tham gia chuyến du đấu Nam Phi với Manchester United, và ghi bàn thắng thứ tư của đội bóng trong chiến thắng 4-0 trước Kaizer Chiefs trong trận chung kết Vodacom Challenge 2008. Anh cũng ghi bàn thắng trong trận đấu giao hữu tôn vinh Ole Gunnar Solskjær với Espanyol ngày 02 tháng 8 năm 2008. Sau trận đấu, Alex Ferguson chỉ ra rằng Campbell sẽ ở lại câu lạc bộ trong suốt thời gian của mùa giải, nêu rõ "tương lai Fraizer là đây ". Campbell giành được chức vô địch đầu tiên của mình khi anh đã vào sân thay người trong chiến thắng loạt ở đá luân lưu của Manchester United trước Portsmouth trong trận tranh Community Shield. Ngày 17 tháng 8 năm 2008, Campbell bắt đầu cùng với Wayne Rooney trong trận mở màn của mùa giải, trận hòa 1-1 với Newcastle United.

### Tottenham Hotspur

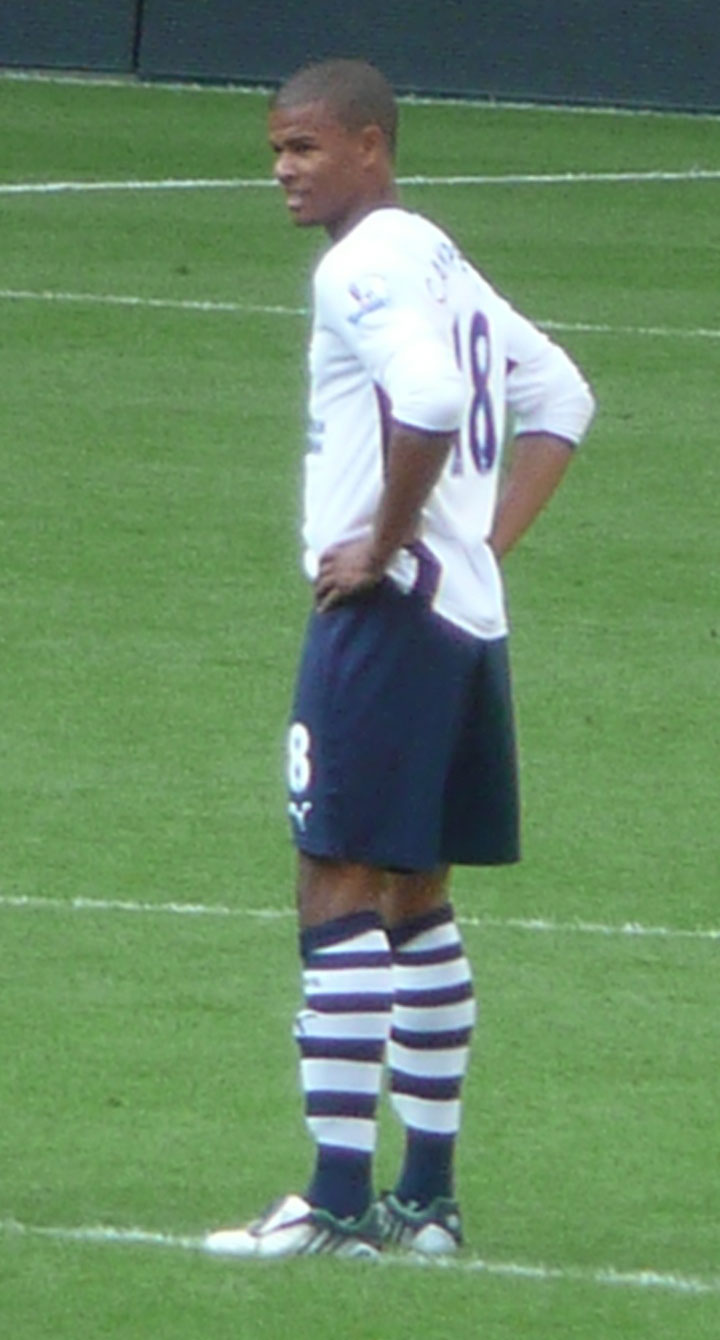
Campbell trong trận gặp Wigan

Vào ngày 1 tháng 9 năm 2008, ngày chốt hạn kỳ chuyển nhượng mùa hè, Hull City chào giá một khoản phí 7 triệu bảng cho Campbell. Tuy nhiên, anh lại ký hợp đồng cho mượn với Tottenham Hotspur, như một phần của việc chuyển nhượng Dimitar Berbatov cho Manchester United với giá 30,75 triệu £. Điều này mâu thuẫn với việc Ferguson tuyên bố trước đó rằng Campbell sẽ ở lại MU cho mùa giải. Ông giải thích, "Tottenham khẳng định rằng anh là một phần của thỏa thuận chuyển nhượng và Fraizer đã ký kết hợp đồng cho mượng riêng của mình để đi đến đó trong năm vì vậy chúng tôi đang hài lòng với điều đó." Anh đã ra mắt Tottenham vào ngày 18 tháng 9 năm 2008, khi vào thay thế ở phút thứ 56 cho Aaron Lennon trong vòng 1 UEFA Cup, trong trận đấu với Wisła Kraków. Trong vòng 15 phút khi vào sân, Campbell có một đường kiến tạo cho Darren Bent ghi bàn giúp Tottenham chiến thắng. Campbell đã ghi hai bàn thắng đầu tiên cho Tottenham trong chiến thắng 4-2 trước Liverpool tại vòng thứ tư League Cup, cũng như thiết lập các pha phản công cùng với Roman Pavlyuchenko cho bàn mở tỷ số của trận đấu. Ngày 15 tháng 11 năm 2008, Campbell đã ghi bàn đầu tiên của giải Premier League trong trận thua 2-1 trước Fulham.
Hull City không chịu từ bỏ Campbell và vào tháng 6 năm 2009, họ quay trở lại với giá 6 triệu bảng cho Campbell, điều này đã được Manchester United chấp nhận. Tuy nhiên anh cho biết đến khi kết thúc giải vô địch bóng đá U21 châu Âu anh mới quyết định tương lai.

### Sunderland
Vào tháng 6 năm 2009, Manchester United đã chấp nhận một giá thầu được báo cáo là 6 triệu bảng từ Hull City  và vào ngày 1 tháng 7, Campbell được cho là đã chọn câu lạc bộ thay cho Sunderland. Ngày 11 tháng 7 năm 2009, Campbell đã ký hợp đồng bốn năm với câu lạc bộ Sunderland sau khi Manchester United đã chấp nhận mức giá 3,5 triệu bảng Anh (có khả năng là 6 triệu bảng) sau khi vượt qua thành công một cuộc kiểm tra y tế trước đó cùng ngày. Anh ghi bàn thắng đầu tiên của mình cho câu lạc bộ trong chiến thắng 2-0 trước Birmingham City tại League Cup. Vào ngày 28 tháng 12 năm 2009, Campbell cùng Darren Bent trên hàng công đã ghi bàn trong trân hòa 2-2 trước Blackburn Rovers tại sân Ewood Park. Ngày 2 tháng 1 năm 2010, Campbell ghi hai bàn trong trận đấu FA Cup với đội bóng hạng dưới Barrow Ngày 9 tháng 3 năm 2010, Campbell đã ghi bàn thắng tại Premier League đầu tiên của mình cho Sunderland, ghi trong trận gặp Bolton chỉ sau 41 giây trong chiến thắng 4-0. Anh cũng ghi bàn trong trận gặp Aston Villa và Burnley.
Campbell bắt đầu mùa giải 2010-11 với bốn bàn thắng trong trận giao hữu với Hull City. và ghi bàn trong hai trận giao hữu với Leicester City và Brighton & Hove Albion. Sau khi Steve Bruce lên nắm quyền, anh bắt đầu trận đấu mở màn của mùa giải Premier League, chơi đủ 90 phút trong trận gặp Birmingham City trên sân Ánh sáng trong trận hòa 2-2. Anh cũng đã chơi đủ 90 phút trong trận đấu tiếp theo giữa Sunderland với West Bromwich Albion tại The Hawthorns. Tuy nhiên, anh đã gặp phải một chấn thương dây chằng trong chiến thắng 1-0 của Sunderland trước Man City vào ngày 29 tháng 8 năm 2010, và từ đó anh phải ngồi ngoài trong sáu tháng. Steve Bruce cho biết: "Đó là một thảm kịch. Nhưng Fraizer sẽ trở lại. Anh ấy là một cầu thủ lớn. Anh ấy chỉ mới bắt đầu thấy những gì mà anh đã làm được. Nhưng đừng nhầm, anh ấy sẽ trở lại và anh ấy sẽ được lại ghi thêm những bàn thắng nữa" khi nói về chấn thương của anh".
Campbell đã trở lại vào tháng 3 năm 2011. Mặc dù đã hồi phục sau chấn thương, Campbell lại bị tái phát chấn thương dây chằng ở đầu gối trong buổi tập để chuẩn bị cho trận đấu với Manchester City vào ngày 3 tháng 4 năm 2011. Sau khi trải qua phẫu thuật ngày 20 tháng 4 năm 2011, Campbell sẽ phải nghỉ thi đấu trong 12 tháng. Chấn thương này đã khiến Campbell không thể thi đấu trong phần còn lại của mùa giải 2010-11 và phần lớn mùa giải 2011-12. Mặc dù anh sẽ trở lại tháng 3 năm 2012, Steve Bruce tiết lộ rằng Campbell sẽ trở lại thi đấu vào dịp Giáng sinh - trước 3 tháng so với dự định.
Campbell đã ghi bàn khi anh trở lại thi đấu cho Sunderland vào ngày 29 tháng 1 năm 2012, vào sân trong hiệp hai thay cho Connor Wickham trong trận đấu với Middlesbrough ở vòng 4 FA Cup nơi anh ghi bàn cân bằng tỉ số trong trận hòa 1-1 tại sân vận động Ánh sáng. Campbell đã trở lại Premier League vào ngày 1 tháng 2 năm 2012 gặp Norwich City, mở tỉ số và có một đường chuyền thành bàn trong trận đấu mà Sunderland giành chiến thắng 3-0 trên sân nhà.

### Cardiff City

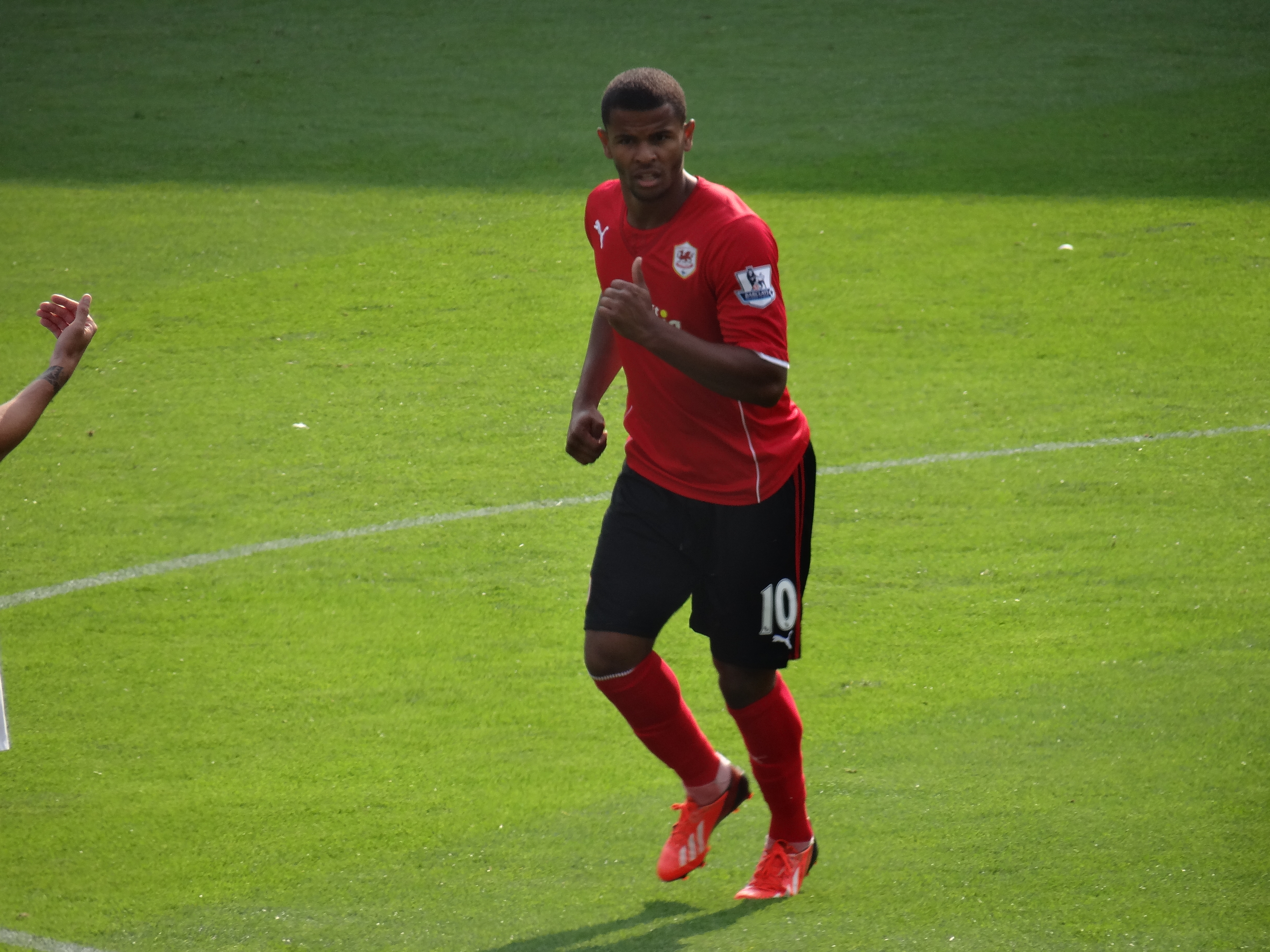
Campbell trong màu áo Cardiff City tại Premier League.

Ngày 21 tháng 1 năm 2013, Campbell ký hợp đồng với Cardiff City với mức giá chuyển nhượng 650.000 bảng cùng với bản hợp đồng có thời hạn 3 năm rưỡi. Anh có trận ra mắt vào ngày 2 tháng 2 năm 2013 với Leeds United, nơi anh ghi bàn thắng duy nhất của trận đấu ở phút 64 sau khi vào sân thay thế chỉ hai phút trước đó. Ngày 16 tháng 2, Campbell đã ghi hai bàn thắng trong trận đấu Derby Severnside với Bristol City, sau đó lại lập cú đúp trong trận đấu với Wolves tuần sau. Campbell đã giành danh hiệu "Cầu thủ của tháng" tháng 2 năm 2013 sau khi ghi bàn tất cả trong số năm bàn thắng của Cardiff trong tháng. Vào vòng cuối cùng của mùa giải hạng nhất, Campbell đã giành chức vô địch sau khi ghi bàn trong trận hòa 2-2 với câu lạc bộ cũ Hull City của anh, hết mùa anh đã ghi cho Bluebirds bảy bàn thắng trong mười hai trận đấu.
Campbell mở đầu mùa giải 2013-14 với cú đúp vào lưới Manchester City ở vòng 2 Premier League, giúp Cardiff bất ngờ đánh bại ứng cử viên vô địch 3-2.

### Crystal Palace
Ngày 24 tháng 7 năm 2014, Crystal Palace chính thức ký hợp đồng có thời hạn ba năm với Campbell sau khi đạt được thỏa thuận giải phóng hợp đồng của anh với Cardiff, ước tính vào khoảng 900.000 £.

## Sự nghiệp đội tuyển quốc gia
Campbell đã từng thi đấu cho U-16, U-17, U-18, U-21 của Anh Trong thời gian cho mượn tại Hull City, Campbell đã được gọi vào đội U-21, khi vào sân thay người trong một trận đấu với Ba Lan vào ngày 25 tháng 3 năm 2008. Anh ghi bàn thắng quốc tế đầu tiên của mình trên 18 tháng 11 năm 2008 trong chiến thắng 2-0 trước Đội tuyển U-21 Cộng hòa Séc. Anh cũng ghi bàn trong các trận đấu tại giải vô địch U-21 châu Âu 2009 với Tây Ban Nha, trong chiến thắng 2-0 ngày 18 tháng 6 năm 2009. Anh bị đuổi khỏi sân trong trận bán kết với U-21 Thụy Điển. Sau kinh nghiệm U-21 của mình, Bruce kêu gọi Fabio Capello xem xét Campbell để lên đội tuyển quốc gia, và bảo, "Các HLV đội tuyển Anh nên có một cái nhìn vào anh ta. Đối với nước Anh, tại sao không? Tại sao không sử dụng tài năng trẻ để thi đấu?" 
Ngày 23 tháng 2 năm 2012, mặc dù chỉ ghi được 6 bàn thắng trong 14 trận cho tuyển U-21, Campbell lần đầu tiên được gọi vào đội tuyển Anh cho trận giao hữu với Hà Lan. Huấn luyện viên tạm quyền tuyển Anh Stuart Pearce đã nói lên tham vọng của mình là chọn cầu thủ trẻ chưa có kinh nghiệm cho trận giao hữu. Anh xuất hiện ở phút thứ 80 nhưng tuyển Anh thua 3-2.

## Thống kê sự nghiệp

### Câu lạc bộ
Tính đến 11 tháng 3 năm 2016
| Câu lạc bộ                     | Mùa giải                       | Giải    | Giải         | Cúp FA  | Cúp FA       | League Cup | League Cup   | Châu Âu | Châu Âu      | Giải khác | Giải khác    | Tổng cộng | Tổng cộng    |
| Câu lạc bộ                     | Mùa giải                       | Số trận | Số bàn thắng | Số trận | Số bàn thắng | Số trận    | Số bàn thắng | Số trận | Số bàn thắng | Số trận   | Số bàn thắng | Số trận   | Số bàn thắng |
| ------------------------------ | ------------------------------ | ------- | ------------ | ------- | ------------ | ---------- | ------------ | ------- | ------------ | --------- | ------------ | --------- | ------------ |
| Manchester United              | 2006–07                        | 0       | 0            | 0       | 0            | 0          | 0            | 0       | 0            | –         | –            | 0         | 0            |
| Royal Antwerp (mượn)           | 2006–07                        | 33      | 21           | 5       | 3            | –          | –            | –       | –            | –         | –            | 38        | 24           |
| Manchester United              | 2007–08                        | 1       | 0            | 0       | 0            | 1          | 0            | 0       | 0            | 0         | 0            | 2         | 0            |
| Hull City (mượn)               | 2007–08                        | 34      | 15           | 0       | 0            | 0          | 0            | –       | –            | 3         | 0            | 37        | 15           |
| Manchester United              | 2008–09                        | 1       | 0            | 0       | 0            | 0          | 0            | 0       | 0            | 1         | 0            | 2         | 0            |
| Manchester United              | Tổng cộng                      | 2       | 0            | 0       | 0            | 1          | 0            | 0       | 0            | 1         | 0            | 4         | 0            |
| Tottenham Hotspur (mượn)       | 2008–09                        | 10      | 1            | 1       | 0            | 4          | 2            | 7       | 0            | –         | –            | 22        | 3            |
| Sunderland                     | 2009–10                        | 31      | 4            | 2       | 2            | 3          | 1            | –       | –            | –         | –            | 36        | 7            |
| Sunderland                     | 2010–11                        | 3       | 0            | 0       | 0            | 1          | 0            | –       | –            | –         | –            | 4         | 0            |
| Sunderland                     | 2011–12                        | 12      | 1            | 3       | 1            | 0          | 0            | –       | –            | –         | –            | 15        | 2            |
| Sunderland                     | 2012–13                        | 12      | 1            | 0       | 0            | 0          | 0            | –       | –            | –         | –            | 12        | 1            |
| Sunderland                     | Tổng cộng                      | 58      | 6            | 5       | 3            | 4          | 1            | –       | –            | –         | –            | 67        | 10           |
| Cardiff City                   | 2012-13                        | 12      | 7            | 0       | 0            | 0          | 0            | –       | –            | –         | –            | 12        | 7            |
| Cardiff City                   | 2013-14                        | 36      | 6            | 3       | 3            | 0          | 0            | –       | –            | –         | –            | 39        | 9            |
| Cardiff City                   | Tổng cộng                      | 48      | 13           | 3       | 3            | 0          | 0            | –       | –            | –         | –            | 51        | 16           |
| Crystal Palace                 | 2014–15                        | 20      | 4            | 2       | 1            | 0          | 0            | –       | –            | –         | –            | 22        | 5            |
| Crystal Palace                 | 2015–16                        | 10      | 0            | 3       | 1            | 1          | 1            | –       | –            | –         | –            | 14        | 2            |
| Crystal Palace                 | Tổng cộng                      | 30      | 4            | 5       | 2            | 1          | 1            | –       | –            | –         | –            | 236       | 7            |
| Tổng cộng sự nghiệp câu lạc bộ | Tổng cộng sự nghiệp câu lạc bộ | 210     | 57           | 19      | 11           | 10         | 4            | 7       | 0            | 6         | 1            | 254       | 75           |

### Bàn thắng cho đội tuyển quốc gia

#### U-21
Kết quả ở đây là của tuyển U-21 Anh.
| STT | Ngày                 | Sân                           | Đấu với      | Tỷ số sau khi ghi bàn | Kết quả chung cuộc | Loại hình thi đấu              | Chú thích |
| --- | -------------------- | ----------------------------- | ------------ | --------------------- | ------------------ | ------------------------------ | --------- |
| 1.  | 18 tháng 11 năm 2008 | Bramall Lane, Sheffield       | Cộng hòa Séc | 1–0                   | 2–0                | Giao hữu                       | [ 73 ]    |
| 2.  | 10 tháng 2 năm 2009  | Estadio La Rosaleda, Málaga   | Ecuador      | 2–0                   | 2–3                | Giao hữu                       | [ 74 ]    |
| 3.  | 27 tháng 3 năm 2009  | Komplett.no Arena, Sandefjord | Na Uy        | 1–0                   | 5–0                | Giao hữu                       | [ 75 ]    |
| 4.  | 18 tháng 6 năm 2009  | Gamla Ullevi, Gothenburg      | Tây Ban Nha  | 1–0                   | 2–0                | Giải vô địch U-21 châu Âu 2009 | [ 76 ]    |

## Danh hiệu
Manchester United
- FA Community Shield: 2008

Hull City
- Play-off Hạng nhất: 2007–08

Cardiff City
- Giải bóng đá hạng nhất Anh: 2012–13